# Офицери и пешки
Офицери и пешки е американски филм от 2007 г. с участието на Том Круз и Робърт Редфорд. Филмът получава хладен прием от критиката и е зле посрещнат и от публиката. Това е и първият опит на компанията United Artists да работи с Том Круз.

## Сюжет
Във филма се развиват паралелно три истории.
Сенаторът републиканец Джаспър Ървинг(Том Круз) е поканил в кабинета си известната журналистка Джанин Рот (Мерил Стрийп), за да я убеди в правилността на политиката на правителството в Афганистан. Той се надява да получи чрез нея одобрението на народа за новата военна стратегия в конфликта. Самата Рот обаче е изпълнена с дълбоки съмнения и не желае да става интрумент за държавна пропаганда.
В същото време професорът политолог Стивън Мали (Робърт Редфорд) разговаря в университета със свой обещаващащ, но невярващ в нищо студент и се мъчи да го убеди, че човек трябва да има своя позиция и да я отстоява, като дава за пример двама свои бивши студенти.
Същите двама студенти, с блестящи оценки и бъдеще, но избрали да служат доброволно, за да изпълнят своя дълг, са под обстрела на талибани в Афганистан.